# Roussillon-en-Morvan
Roussillon-en-Morvan település Franciaországban, Saône-et-Loire megyében. Lakosainak száma 274 fő (2022. január 1.). Roussillon-en-Morvan Anost, Arleuf, La Grande-Verrière, La Petite-Verrière, Saint-Prix és La Celle-en-Morvan községekkel határos.

## Népesség
A település népessége az elmúlt években az alábbi módon változott:
| Lakosok száma | 267  | 267  | 275  | 270  | 273  | 275  | 278  | 276  | 274  |
|               | 2013 | 2015 | 2016 | 2017 | 2018 | 2019 | 2020 | 2021 | 2022 |